# Proteína fibrosa

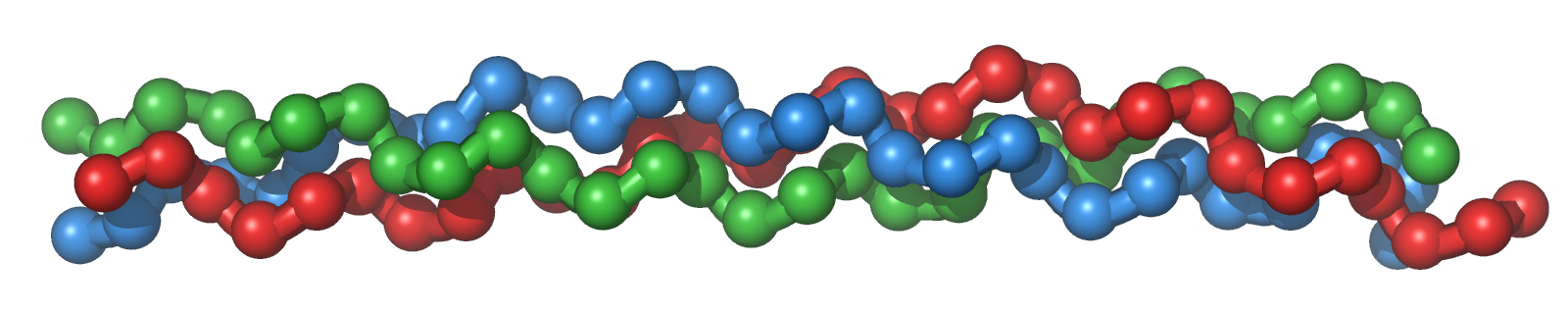
Triplehélice de tropocolágeno.

Las proteínas fibrosas, fibroproteínas,  elementos formes, escleroproteínas, o simplemente fibras, son proteínas donde la longitud predomina sobre las otras dimensiones gracias al predominio de un tipo de estructura proteica secundaria. Constituyen una de las dos clases principales de proteínas, junto con las proteínas globulares.
Son escleroproteínas la queratina, el colágeno, la elastina, y la fibrina. El papel de este tipo proteínas incluye la protección y el soporte, formando principalmente tejido conectivo, tendones, matriz orgánica de huesos, y fibra muscular de los animales.

## Estructura biomolecular
La proteína fibrosa forma largos filamentos de proteínas, de forma cilíndrica. Las escleroproteínas tienen funciones  estructurales o de almacenaje. Son típicamente inertes e insolubles en agua. Las escleroproteínas se forman como agregados debido a la hidrofobia de las cadenas laterales que sobresalen de las moléculas.
Las escleroproteínas no se degradan tan fácilmente como lo hacen las proteínas globulares.